# Golfbrekeranemoon
De golfbrekeranemoon (Diadumene cincta) is een zeeanemoon uit de familie Diadumenidae. De wetenschappelijke naam van de soort werd in 1925 voor het eerst geldig gepubliceerd door Thomas Alan Stephenson. Diadumene cincta wordt gevonden in de noordoostelijke Atlantische Oceaan.

## Beschrijving
De golfbrekeranemoon is een slanke, delicate, cilindrische anemoon. De zuil is 3 tot 7 centimeter hoog, tegen slechts 0,5 tot 1,5 centimeter breed. De kleur is flink oranje, soms ook groenig. Vanwege de oranje kleur wordt de soort ook wel baksteenanemoon genoemd. De talrijke tentakels zijn wat lichter van kleur en 1 tot 2 centimeter lang. De golfbrekeranemoon leeft van plankton en organisch afval.

## Verspreiding
De golfbrekeranemoon is inheems in de noordoostelijke Atlantische Oceaan, waar het verspreidingsgebied de zuidelijke Noordzee, de kusten van Groot-Brittannië, Nederland, België en de westkust van Frankrijk omvat. Deze soort hecht zich aan elk beschikbaar harde ondergrond, zoals steen, mosselen of andere tweekleppigen. Het komt voor in de onderste kustzone en de ondiepe sublitorale zone tot 50 meter diepte; het wordt vaak gevonden in poelen en grotten, maar niet op plaatsen waar het bij eb aan de lucht zou worden blootgesteld. Het heeft de neiging om in dichte nabijheid van zijn buren te groeien in overvolle aggregaties, tot wel 3000 per vierkante meter.

## Ecologie
Zeeanemonen zijn roofdieren, ze vangen prooien met hun tentakels en immobiliseren deze met hun stekende cellen. De tentakels buigen dan om het voedsel in de mond te brengen. De soort plant zich aseksueel voort door een stukje van de zuil af te snoeren. Dit stukje groeit dan weer tot een volledig individu uit. Bij een aanval kan deze soort acontia (lange draden met stekende cellen) via de bek afvoeren.
Diadumene cincta is vaak een belangrijk lid van de gemeenschappen waarvan het deel uitmaakt; op de uitstekende delen van wrakken op het continentale plat van Nederland is hij dominant samen met de gewone broodspons (Halichondria panicea) en de slibanemoon (Sagartia troglodytes).